# Marshall, Alaska
Marshall är en ort i Kusilvak Census Area i delstaten Alaska, USA.